# Kot Dijicultuur
De Kot Dijicultuur was tussen 3200 en 2600 v.Chr. een archeologische cultuur in de Indusvallei en Oost-Beloetsjistan die volgde op de Hakra-aardewerkcultuur. De cultuur met als typesite Kot Diji was met Amri, Nal, Damb Sadaat en de Sothi-Siswalcultuur onderdeel van vroeg-Harappa. Er zijn 111 sites uit de Kot Diji-fase bekend, al was het typische aardewerk daar veelal niet de enige variant.
De Kot Dijicultuur is in Kot Diji in 13 van de 16 lagen terug te vinden. Het typische aardewerk uit deze periode zijn halsloze rode en vaalgele bolvormige potten met een wijde opening, beschilderd met zwarte, rode en bruine banden en motieven als een gehoornde god, pipal-bladeren, dieren en vissenschubpatronen en stenen werktuigen zoals sikkels van hoornsteen.

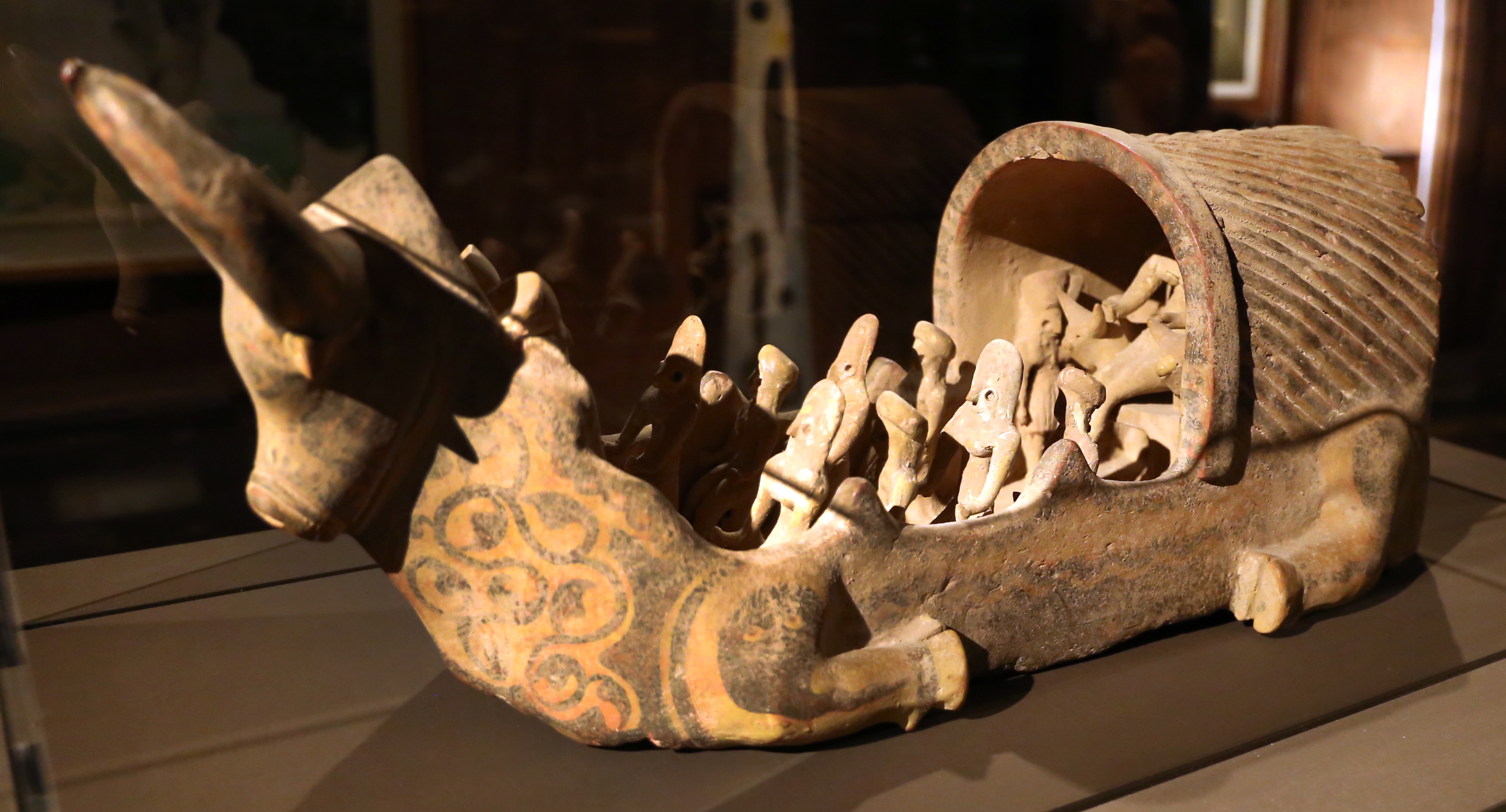
Terracotta schip in de vorm van een stier met vrouwenfigurines. Kot Diji, 2800-2600 v.Chr.

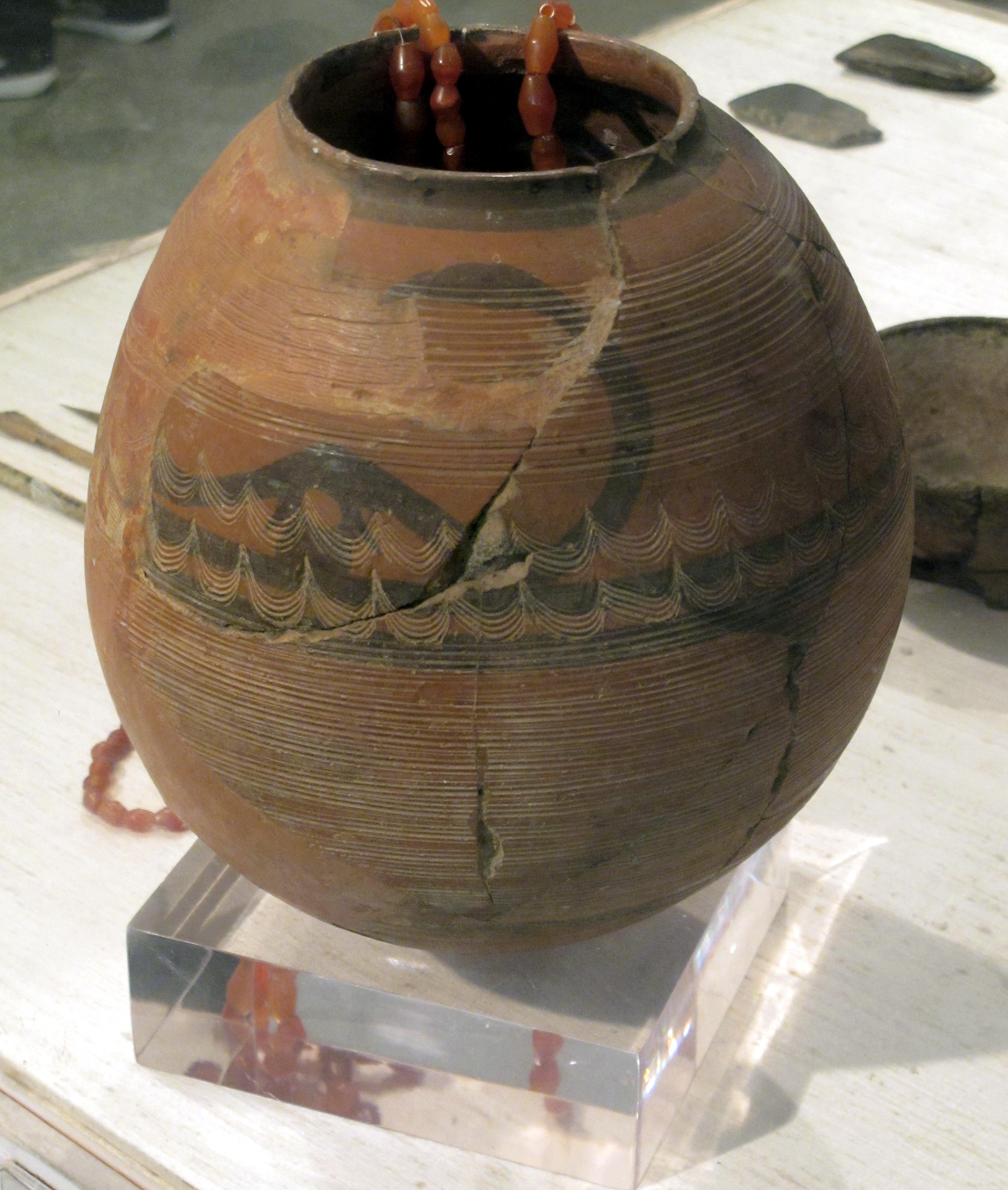
Pot uit Burzahom met een gehoornde figuur, ca. 2700 v.Chr.
Mogelijk is er een verband met de gehoornde godheid die in Kot Diji is aangetroffen op het niveau van vroeg-Harappa

Het kenmerkende aardewerk uit deze periode is ook op andere sites gevonden waarbij deze lagen aangemerkt worden als Kot Diji-lagen. Enkele sites hebben net als Kot Diji een vestingwerk. Waar Kot Diji zelf met zo'n 2,5 hectare een kleine nederzetting was, was Harappa II (2800-2600 v.Chr.) tijdens deze fase al zo'n 40 hectare en Rehman Dheri IIIA zo'n 19 hectare.
De Kot Dijicultuur markeert een overgang van seminomadisme naar sedentarisme. Tijdens de Hakra-aardewerkcultuur bestond ongeveer de helft (52,5%) van de nederzettingen uit tijdelijke kampen om tijdens de Kot Diji-fase af te nemen naar zo'n 7,5%.
Niet alle sites waar Kot Diji-aardewerk is aangetroffen, worden door iedereen tot de cultuur gerekend. Zo is Kot Diji in Shahr-i Sokhta, Mundigak IV, Mehrgarh VII en Nausharo I maar een van de vele vormen van aardewerk.